# Reinhardtia simplex
Reinhardtia simplex är en enhjärtbladig växtart som först beskrevs av Hermann Wendland, och fick sitt nu gällande namn av Karl Ewald Maximilian Burret. Reinhardtia simplex ingår i släktet Reinhardtia och familjen Arecaceae. Inga underarter finns listade i Catalogue of Life.